# Chappell Roan
Kayleigh Rose Amstutz (Willard, Missouri, 19 de febrer de 1998), coneguda professionalment com a Chappell Roan, és una cantant i compositora estatunidenca de Missouri. Treballant amb el col·laborador Dan Nigro, moltes cançons del seu àlbum de debut estan inspirades en el synth-pop dels anys vuitanta i els èxits pop de principis dels anys 2000. La seua estètica està molt influenciada per les drag queens, i la seua música i el seu estil d'actuació s'han descrit com "campy".
Quan tenia 17 anys, Roan va penjar una cançó original, "Die Young", a YouTube. Va signar amb Atlantic Records poc després. El 2017, va publicar el seu EP debut, School Nights. El seu senzill "Pink Pony Club" del 2020, una sortida estilística dels seus primers llançaments, va ajudar a l'ascens inicial de Roan a la prominència. Va ser acomiadada d'Atlantic aquell mateix any.
Després d'un breu descans, va publicar una sèrie de cançons de manera independent el 2022. El seu àlbum debut, The Rise and Fall of a Midwest Princess, es va publicar a través de Island Records el 2023. L'àlbum es va incloure en diverses llistes dels millors àlbums de l'any 2023. Després de la seua obertura per a Guts World Tour d'Olivia Rodrigo i les actuacions a Coachella a principis del 2024, Roan va créixer en popularitat.
Durant la gala dels premis  Grammy de 2025, Roan va rebre un guardó com a Millor nova artista de l'any. Durant el seu discurs com a guanyadora, va aprofitar per a explicar la seva situació de vulnerabilitat com a artista emergent, explicant com, durant l'època de la pandèmia covid, la seva assegurança no la va poder cobrir amb despeses mèdiques. Aquest discurs va ser criticat, però de seguida altres celebritats, com la cantant nord-americana Halsey, van sortir en la seva defensa.